# لوري لويس (مغنية أمريكية)
لوري لويس (بالإنجليزية: Laurie Lewis)‏ هي عازفة كمان ‏ ومغنية وكاتبة غنائية أمريكية، ولدت في 28 سبتمبر 1950.

## وصلات خارجية
- الموقع الرسمي
- لوري لويس على موقع ميوزك برينز (الإنجليزية)
- لوري لويس على موقع أول ميوزيك (الإنجليزية)
- لوري لويس على موقع ديسكوغز (الإنجليزية)